# Francisco Craveiro Lopes

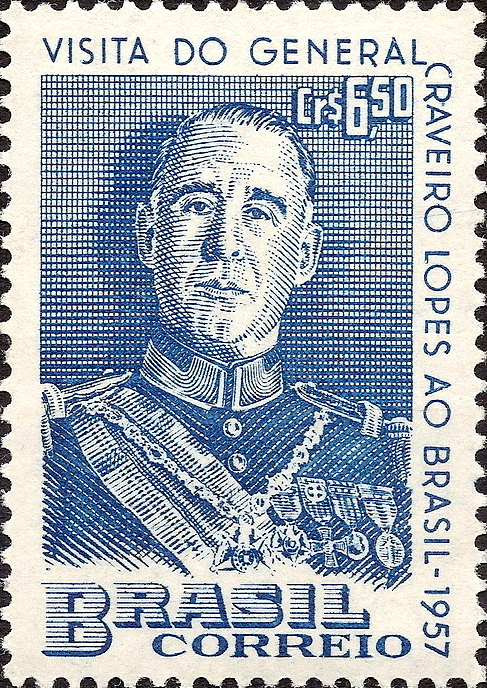
Francisco Higino Craveiro Lopes

Francisco Higino Craveiro Lopes [fɾɐ̃ˈsiʃku iˈʒinu kɾɐˈvɐiɾu ˈlɔpɨʃ] (* 12. April 1894 in Lissabon; † 2. September 1964 ebenda) war ein portugiesischer General und von 1951 bis 1958 Staatspräsident.
Der Militär war von 1929 bis 1936 122. Generalgouverneur von Portugiesisch-Indien. 1939 wurde er Oberbefehlshaber der Luftwaffe. Der vom diktatorisch regierenden Ministerpräsidenten António de Oliveira Salazar zum Präsidenten Portugals eingesetzte Craveiro Lopes geriet bald in Konflikt mit Salazar und wurde von diesem 1958 durch Américo Tomás abgelöst. Craveiro Lopes soll in den gescheiterten Putsch von Júlio Botelho Moniz im Jahr 1961 verwickelt gewesen sein. Er starb am 2. September 1964 in Lissabon.
| Vorgänger                   | Amt                              | Nachfolger    |
| --------------------------- | -------------------------------- | ------------- |
| António de Oliveira Salazar | Präsident von Portugal 1951–1958 | Américo Tomás |

| Personendaten    | Personendaten                                         |
| ---------------- | ----------------------------------------------------- |
| NAME             | Craveiro Lopes, Francisco                             |
| ALTERNATIVNAMEN  | Craveiro Lopes, Francisco Higino (vollständiger Name) |
| KURZBESCHREIBUNG | portugiesischer General, Staatspräsident (1951–1958)  |
| GEBURTSDATUM     | 12. April 1894                                        |
| GEBURTSORT       | Lissabon                                              |
| STERBEDATUM      | 2. September 1964                                     |
| STERBEORT        | Lissabon                                              |